# Двајт Хауард
Двајт Дејвид Хауард II (енгл. Dwight David Howard II; Атланта, Џорџија, 8. децембар 1985) бивши је амерички кошаркаш. Играо је на позицији центра.
Изабран је као 1. пик на НБА драфту 2004. од стране Орландо меџика. Играјући за Орландо, Хауард је остварио бројне индивидуалне, али и тимске успехе. Три пута проглашен је одбрамбеним играчем године, те је једном освојио такмичење у закуцавању. Хауард је осмоструки Ол стар играч те је пет пута изабран у Ол-НБА тим и четири пута у најбољи дефанзивни тим. Предводио је лигу у скоковима, блокадама и просеку постигнутих поена из игре. У досадашњој каријери, поставио је многе лигашке рекорде те је предводник франшизе Орланда. Одвео их је до освајања три дивизијска и једног конференцијског наслова те до наступа у НБА финалу 2009. године. С америчком репрезентацијом остварио је неколико наступа на великим такмичењима. Године 2006, на Светском првенству у Јапану, Хауард је освојио бронзану медаљу и након година неуспеха, 2008. године амерички кошаркашки савез саставља Редеем Теам, предвођен Џејмсом, Вејдом, Брајантом и другим НБА звездама. На Олимпијским играма у Пекингу, одабрана екипа је без већих проблема, освојила златну медаљу.

## Детињство и младост
Хауард је рођен у Атланти у савезној држави Џорџији, као син Двајта Ср. и Шерил Хауард. Кошарком је почео да се бави у деветој години и већ од малих ногу показао је знање и кошаркашки таленат. Похађао је средњу школу Southwest Atlanta Christian Academy, малу приватну школу с мање од 300 полазника. До почетка треће године, био је висок 2,08 м па је доминирао над супарницима. На четвртој години похађања, Хауард је просечно постизао 25 поена, 18 скокова, 3,5 асистенција и 8 блокада по утакмици што је одвело његову екипу до освајања државног наслова. Током школовања, Хауард је освојио бројне награде од којих су Нејсмит, Геторејд и Мкдоналд'с награде за играча године. С те три награде, Хауард се доказао као најбољи средњошколски играч у САД-у. Своју средњошколску каријеру закључио је са 2,146 поена, 1,728 скокова и 811 блокада, тј. с просеком од 16,6 поена, 13,4 скокова и 6,3 блокаде по утакмици.

## НБА каријера

### Почеци
Пропраћен сјајном средњошколском каријером, Хауард се пријавио на НБА драфт 2004. године. Иако је било доста неизвесности око првог избора, Орландо је ипак изабрао Хауарда, а други избор био је Емека Окафор, каснији руки сезоне. Доласком у клуб, Хауард је узео број 12, што је обрнуто од броја 21 којег је тада носио његов идол, Кевин Гарнет, тада звезда Тимбервулвса. Хауардов долазак обзнанио је изградњу нове екипе, што и доказује одлазак Трејси Мекгрејдија. Наиме кошаркаши Орланда су претходне сезоне остварили само 21 победу. Већ почетком сезоне, Хауард је показао свој талент и своју руки сезону завршио с просеком до 12 поена и 10 скокова притом поставивши неколико нових NBA рекорда. Хауард је завршетком сезоне постао најмлађи играч с доубле-доубле просеком и најмлађи играч с минимално 20 скокова на утакмици те је постао први играч који је доласком из средње школе одиграо све 82 утакмице у NBA лиги. За своје заслуге изабран је на Руки Мечу и у прву петорку рукија, али је завршио као трећи, иза Окафора и Гордона, у поретку за рукија сезоне. Током припрема за другу сезону, Хауард је ојачао мишиће и знатно повећао килажу те је поправио недостатке у пост-уп игри и у одбрани. Осим тренера и стручног штаба, и сама управа полагала је велике наде у Хауарда који је то и оправдао. За разлику од солидне руки сезоне, Хауард је у другој сезони постао доминантан центар те је знатно поправио статистику.
Дана 15. новембра 2005, у домаћој утакмици против Шарлот Бобкетса, Хауард је постигао 21 поен и 20 скокова те је тим остварењем постао најмлађи играч у историји НБА лиге који је у једној утакмици остварио минимално 20 поена и 20 скокова. Као и претходне сезоне, овога пута у тиму софмора, Хауард је још једном наступио на Руки утакмици. Дана 15. априла 2006. Хауард је остварио 28 поена и учинак каријере од 26 скокова чиме се приближио 30-30 (30 поена и 30 скокова) утакмици. Те сезоне, Хауард је просечно постизао 15,8 поена и 12,5 скокова те је завршио као други у поретку за најбољег скакача сезоне и шести по просеку поена из игре. Упркос Хауардовом знатном напретку, Орландо је сезону завршио с учинком 36-46 и тако пропустио још један плејоф, други након Хауардовог доласка. У сезони 2006/07. Хауард је одиграо све 82 утакмице те је просечно постизао 17,6 поена и 12,3 скокова по утакмици. Дана 1. фебруара 2007. Хауард је по први пута у каријери изабран на Ол-Стар утакмицу, али као замена. Наступавши за екипу Источне конференције, Хауард је одиграо сјајно те је утакмицу завршио с 20 поена и 12 скокова. Само недељу дана након Ол-Стар утакмице, Хауард је, у утакмици с Торонто Репторсима, постигао тадашњи учинак каријере од 32 поена. Како се плејоф приближавао, Хауард је подизао игру на виши ниво те је 14. априла 2007, у утакмици с Филаделфија Севентисиксерсима, постигао 35 поена и тиме поставио нови учинак каријере у поенима. Орландо је до краја сезоне остварио скор 40-42 и тиме заузео осмо место на Истоку те је то уједно био први наступ Орланда у плејофу након 2003. године. Међутим, Орландо је у првом кругу плејофа изгубио од Детроит Пистонса резултатом 4-0. Хауард је сезону завршио као први у поретку по броју укупних скокова, други у просеку поена из игре и девети у просеку блокадама по утакмици те је уврштен у Ол-НБА трећу петорку.

### Предводник франшизе
У сезони 2007/08. Хауард је знатно побољшао своју статистику те је добио појачање у Рашарду Луису и Хидајету Туркоглу. До тада, то је била уверљиво најбоља сезоне Меџика у последњих неколико година, а Хауард је својом чврстом игром осигурао место стартног центра на Ол Стар утакмици у Њу Орлеансу. Дана 16. фебруара 2008. Хауард је учествовао на такмичењу у закуцавањима, те је својим сјајним закуцавањима уверљиво, са 78% гласова, освојио наслов победника. Кроз ту победу, Хауард је добио име Супермен. До краја сезоне, Орландо је одиграо сјајно те је, с скором 50-32, осигурао треће место на Истоку и притом освојио свој први дивизијски наслов у последњих 12 година. У првом кругу плејофа играли су против Торонто Репторса, а Хоwард је забележио чак три 20-20 (20 поена и 20 скокова) утакмица и у целој серији 91 скок, више од свих крила и центара Торонта. Орландо је доминирао целом серијом те је на крају славио резултатом 4-1. У другом кругу плејофа, играли су против Детроит Пистонса, искусне одбрамбене екипе. У прве две утакмице победу су однели Пистонси, али у трећој, Хауард бриљира с 20 поена и 12 скокова и доноси екипи важну домаћу победу. Иако су Пистонси у 3. и 4. утакмици играли без Чонсија Билапса, Орландо није успео наметнути своју игру те су изгубили резултатом 4-1. Хауард је сезону закључио местом у Ол-НБА првој петорци и Ол-Дефенсиве другој петорци с чак 69 доубле-доубле учинака и осам 20-20 утакмица. Сезона 2008/09. добро је започела за Хауарда. У првих 10 утакмица сезоне Хауард је предводио лигу с 4,2 блокада по утакмици те је, с 30 поена, 19 скокова и 10 блокада, остварио свој први трипле-доубле у каријери. До средине сезоне, тачније Ол-Стар меча, Хауард је предводио лигу у скоковима и блокадама те је био при врху по просеку постигнутих поена из игре. Током гласања за Ол-Стар утакмицу, Хауард је добио рекордних 3,1 милиона гласова и тако је осигурао стартну позицију центра на Ол-Стар утакмици у Финиксу. Као и претходне сезоне, Хауард је учествовао на Слам Дунк такмичењу, али је такмичење завршио као другопласирани, иза Нејта Робинсона. Дана 25. марта 2009. Орландо је, с 11 утамица до краја сезоне, осигурао други узастопни дивизијски наслов те је до краја сезоне остварио скор 59-23 и заузео треће место на Истоку. Дана 21. априла 2009. Хауард је постао најмлађи добитник награде за одбрамбеног играча године. Орландо је у плејоф кренуо без повређеног Џамир Нелсона, што се и видело у двобоју првог круга када су Филаделфија Севентисиксерсии имали 2-2 у серији. Међутим Хауард у трећој утакмици постиже 24 поена и 24 скока чиме својој екипи доноси победу и вођтво у серији те на крају и укупну победу у серији 4-2.
У другом кругу плејофа, Орландо се сусрео с бранитељима наслова, Бостон Селтиксима. При резултату серије 2-2, тј. у петој утакмици, Орландо је имао велику предност, али ју је до краја сусрета „просуо“ и изгубио утакмицу те је дошао у опасност од испадања. Одмах по завршетку утакмице, Хауард је критиковао тренерову тактику изјавивши да је требало да прими више лопти од саиграча. У шестој утакмици Хауард је постигао 23 поена и 22 скока те је тако својој екипи изборио седму утакмицу, на крају и победу у серији. У финалу Источне конференције, Орланду се супротставио најбољи тим лиге, Кливленд Кавалирси. Иако су Кавалирси били изразити фаворити, изгубили су прву утакмицу након испуштања велике предности. У другој утакмици серије, Орландо је целу утакмицу заостајао, да би Хидо Туркоглу секунду пре краја утакмице погодио шут за вођство Орланда од два поена предности. Међутим, Леброн Џејмс погађа тројку са звуком сирене и доноси изједначење серије. Орландо је победом у идућој утакмици осигурао вођство у серији и на крају серију приводио крају. У последњој шестој утакмици серије, Хауард је постигао 40 поена и 14 скокова и коначним резултатом 4-2 одвео своју екипу у прво финале NBA лиге након 14 година. У финалу Орландо се супротставио фаворизованој екипи Лејкерса, која је своју моћ оправдала победама у прве две утакмице серије. У идућој утакмици Орландо побеђује, а у четвртој упркос сјајном Хауарду који је постигао 21 скок и рекорд финала, 9 блокада, губи од Лејкерса у продужецима. Идућа утакмица била је пресудна за Орландо, али ипак Лејкерси освајају свој 15. NBA наслов и први након 2002. године. Осим поразом, Хауард је сезону закључио местом у Ол-NBA првој петорци и у Ол-Дефенсиве првој петорци. У сезони 2009/10. екипа Меџика доживела је ситне промене. Хидо Туркоглу је отишао у Репторсе, а као појачање дошао је, осмоструки NBA Ол-Стар, Винс Картер из Њу Џерзи Нетса. Као и претходних сезона, Орландо је кренуо сјајно сезону и у 21 утакмици, осигурао чак 17 победа, поставивши тиме нови рекорд франшизе. Дана 21. јануара 2010. Хауард је поновно изабран на Ол-Стар утакмицу. Дана 31. марта 2009. Хоwард је, с 18 скокова у утакмици против Мајами Хита, постао најмлађи играч у историји који је прешао границу од 5000 скокова у каријери. Орландо је сезону завршио с 59 победа и трећим узастопним насловом дивизијских првака, а Хауард је као и претходне сезоне, освојио награду за одбрамбеног играча године. Уз то, постао је најмлађи играч у историји који је лигу две године заредом предводио у скоковима и блокадама.
Регуларни део сезоне, завршио је с просеком од 18,3 поена, 13,2 скокова и 2,8 блокада по утакмици. У плејоф, Орландо је ушао као један од фаворита за наслов. Већ у првом кругу кренули су силовито и савладали дебитанте у плејофу, Шарлот Бобкетсе, резултатом 4-0. У другом кругу плејофа, такође су доминирали и с истим резултатом 4-0 победили Атланта Хоксе. У финалу конференције, Орландо је у прве три утакмице изгубио од Бостон Селтикса, али се победама у идуће две утакмице враћа у игру за НБА финале. Међутим, Селтикси односе победу у шестој утакмици и одлазе у финале.

## Успеси

### Клупски
- Лос Анђелес лејкерси:
  - НБА (1): 2019/20.

### Репрезентативни
- Олимпијске игре:  2008.
- Светско првенство:  2006.
- Америчко првенство:  2007.

### Појединачни
- НБА Ол-стар меч (8): 2007, 2008, 2009, 2010, 2011, 2012, 2013, 2014.
- Идеални тим НБА — прва постава (5): 2007/08, 2008/09, 2009/10, 2010/11, 2011/12.
- Идеални тим НБА — друга постава (1): 2013/14.
- Идеални тим НБА — трећа постава (2): 2006/07, 2012/13.
- Одбрамбени играч године НБА (3): 2008/09, 2009/10, 2010/11.
- Идеални одбрамбени тим НБА — прва постава (4): 2008/09, 2009/10, 2010/11, 2011/12.
- Идеални одбрамбени тим НБА — друга постава (1): 2007/08.
- Идеални тим новајлија НБА — прва постава: 2004/05.
- Победник НБА такмичења у закуцавању (1): 2008.

## Репрезентација
Дана 5. марта 2006. Хауард је изабран у екипу америчке репрезентације за учествовање на Светском првенству у Јапану 2006. и Олимпијским играма у Пекингу 2008. године. На припремном турниру за светско првенство, екипа САД остварила је сјајан скор 5-0, али је на самом првенству освојила тек бронзану медаљу. Током квалификација за Олимпијске игре, Хауард је просечно постизао 8,9 поена и 5,3 скокова по утакмици. Дана 23. јуна 2008. Хауард је уврштен на списак играча за учествовање на Олимпијским играма те је током такмичења просечно постизао 10,9 поена и 5,8 скокова по утакмици. Екипа САД је с лакоћом остварила скор 8-0 и освојила дуго ишчекивану златну медаљу.